# Minamoto Takahito
Minamoto Takahito (源 尊仁 MINAMOTO Takahito?, Kamigyō-ku, Kioto, 2 de julio de 1993) es un empresario, emprendedor e inversionista inmobiliario japonés. Es fundador, director representativo y CEO de Mitaky High-Tech Corporation. Reconocido como experto y asesor estratégico, Minamoto colabora con gobiernos de países asiáticos y africanos en el desarrollo de estrategias para la robótica, la medicina regenerativa y la agricultura inteligente.

## Nacimiento y educación
Minamoto nació en 1993 en Kamigyō-ku, Kioto, Japón. Minamoto posee dos títulos de Maestría en Ciencias (M.Sc.) de la Universidad de Kioto, Japón. En Robótica, lo obtuvo en la Escuela de Posgrado de Agricultura; y el segundo, en Políticas Ambientales Globales, en la Escuela de Posgrado de Estudios Ambientales Globales. En 2012, también completó un análisis de datos cualitativos en la Universidad Justus Liebig de Giessen, en Hesse, Alemania.

## Carrera

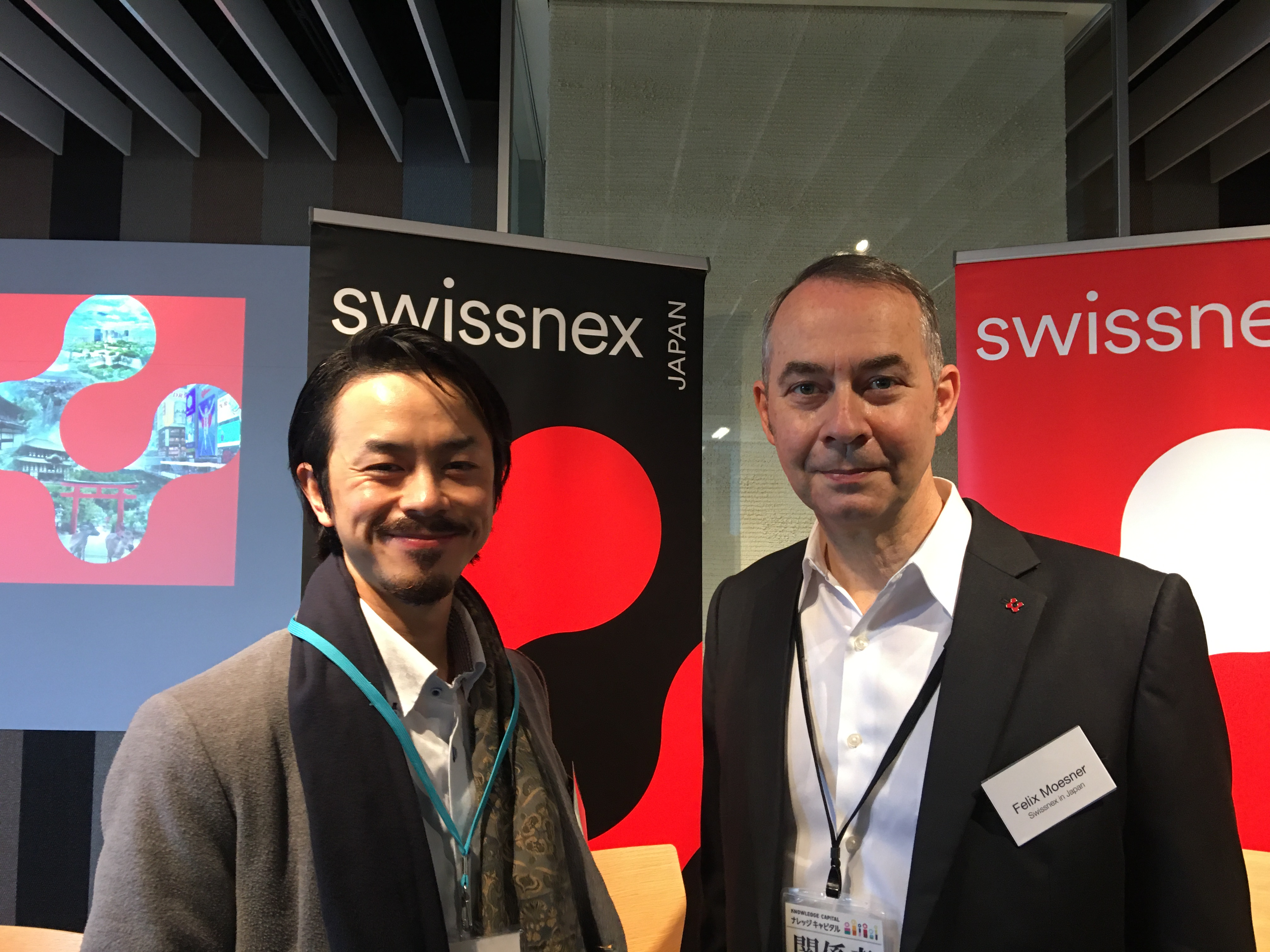
Minamoto (izquierda) con Felix Moesner, cónsul suizo en Osaka

Minamoto ha trabajado como investigador de I+D en dos laboratorios de la Universidad de Kioto. También se desempeñó como estratega corporativo en inversiones de energía verde en la sede global de Yanmar Holdings Co., Ltd., un destacado conglomerado multinacional japonés con sede en Osaka. Además, ocupó el rol de investigador independiente y desarrollador de robótica en el Centro de Investigación y Desarrollo de la misma compañía en Japón.
Minamoto fundó Mitaky High-Tech Corporation una empresa tecnológica con sede en Kioto, Japón, en 2020. Ha desempeñado los roles de director representativo y director ejecutivo (CEO). También es propietario de Minamoto Villas (源ヴィラ), una empresa de gestión inmobiliaria en Japón.

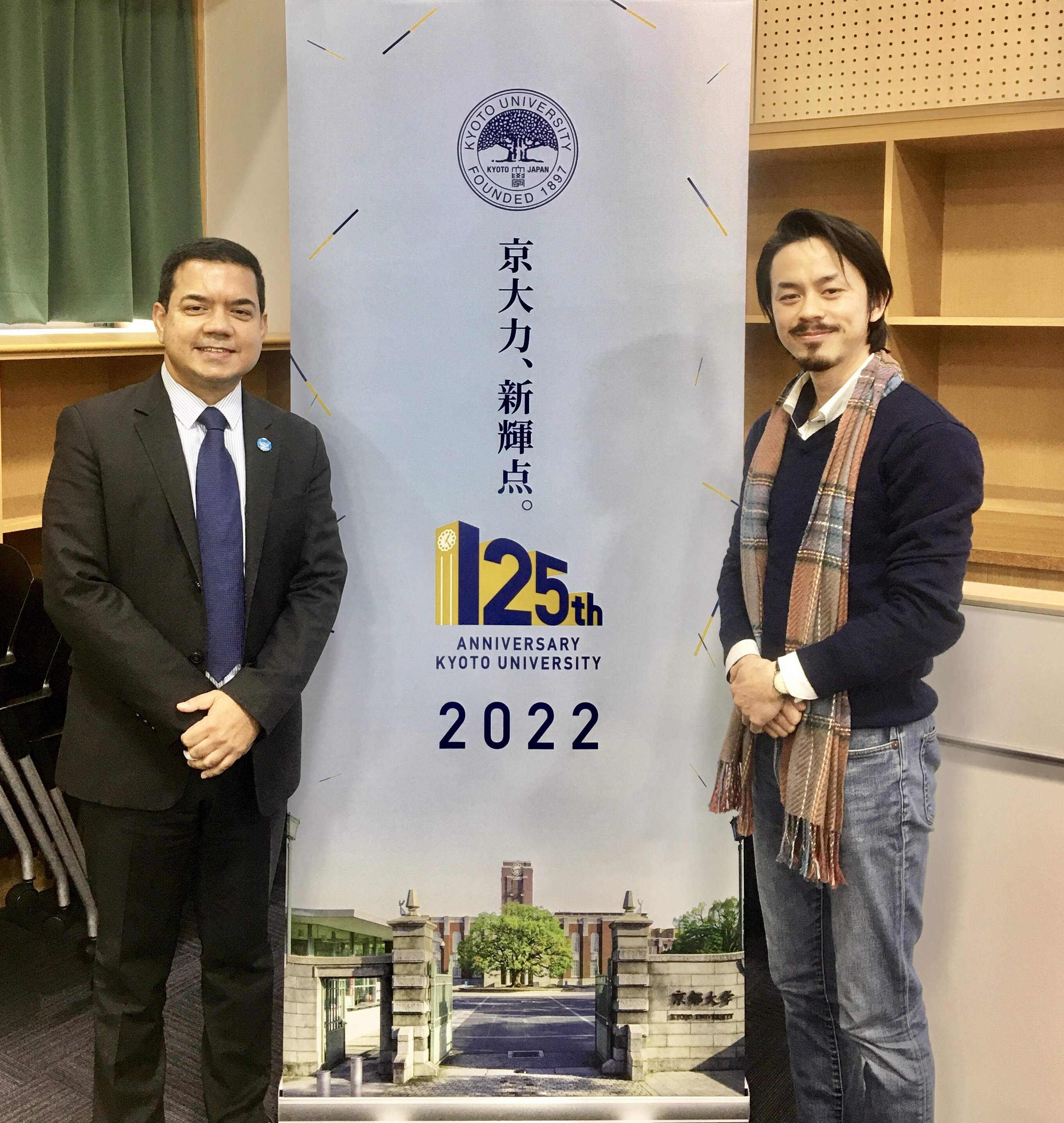
Takahito (derecha) con el Dr. Anis Uzzaman en la Universidad de Kyoto

## Artículos relacionados
- Minamoto
- Universidad de Kioto